# Kanał Nidau-Büren
Kanał Nidau-Büren (niem. Nidau-Büren-Kanal, fr. Canal de Nidau-Büren) – kanał wodny w północno-zachodniej Szwajcarii, w regionie Seeland, prowadzący na pewnym odcinku wody rzeki Aare po zmianie jej biegu w XIX w.

## Historia
Kanał został wykopany w latach 1868--1873. Powstał jako pierwszy element prac związanych z tzw. pierwszą korektą wód Jury. Wcześniej Aare przepływała przez Aarberg i Büren an der Aare, około siedmiu-ośmiu kilometrów na wschód od jeziora Bienne. Dzieliła się tam na kilka odnóg, a tereny te były często zalewane. W okolicach Büren wpadała do niej Thielle, stanowiąca odpływ z jeziora Bienne. Podczas korygowania wód Jury przekopano kanał Hagneck między Aarberg a jeziorem Bienne w celu odprowadzenia rzeki Aare i wszystkich niesionych przez nią aluwiów do jeziora Bienne.

## Charakterystyka
Kanał Nidau-Büren został wykopany między Nidau i Büren an der Aare, aby pomieścić dodatkowy wypływ wód z jeziora Bienne, spowodowany wpływającymi do niego (przez kanał Hagneck) wodami Aare. Na skutek tego kanał stanowi nowy, sztuczny odcinek koryta rzeki Aare. Ma długość 11,7 km i praktycznie niezauważalny spadek ok. 0,5 m na całej długości. Poziom wody w trzech jeziorach Seelandu jest regulowany przez zaporę regulacyjną w Port, zbudowaną w poprzek kanału między Port a Brügg, poniżej Nidau.
W trakcie prowadzonych w latach 1962–1973 prac w ramach tzw. drugiej korekty wód Jury kanał został znacząco przebudowany kosztem blisko 39 mln. franków szwajcarskich. Został pogłębiony i oczyszczony z ok. 2,5 mln m3 osadów, a jego brzegi i częściowo dno zostały wyłożone i umocnione 523 tys. m³ kamiennych bloków. Szerokość kanału między krawędziami umocnień brzegowych wynosi ok. 85 m, zaś w dnie ok. 35 m. Głębokość kanału wynosi 10–11 m powyżej zapory regulacyjnej w Port oraz 7–10 m poniżej tej zapory.
W kanale żyją pstrąg potokowy, okoń pospolity, płoć, sandacz pospolity, szczupak pospolity i in. Jego wody są dostępne dla wędkarstwa sportowego.